# Chiesa di Sant'Ercolano
La chiesa di Sant'Ercolano è un luogo di culto cattolico che si trova a Perugia all'incrocio tra via Sant'Ercolano e viale Indipendenza, adiacente alle scalinate che riportano lo stesso nome del santo.

## Storia
La chiesa venne edificata alla fine del XIII secolo e dedicata nell'anno 1317 dal comune della città di Perugia al santo patrono della città, il martire Sant'Ercolano ucciso nel 540  in seguito all'assedio della città da parte di Totila.
L'avvio dell'opera si fa risalire al 1297 mentre si devono nel 1326 (anno presunto del termine della costruzione) a Fidanzuola di Bongiovanni ed a Ambrogio Maitani rispettivamente la costruzione del muro di sostegno situato dietro la chiesa che eseguì il completamento inserendo la scala di accesso alla chiesa superiore. 
Nel 1381 il comune di Perugia tramite il Consiglio Generale permetteva che fosse officiata dall'abate e dai monaci del Corpo di Cristo, mentre e del 1400 l'affidamento della chiesa inferiore ai padri di San Domenico.
Nel 1542 in seguito al rissetto edilizio conseguente all'edificazione della Rocca Paolina venne deciso di abbattere la chiesa superiore.
Nel 1591 dopo un periodo di abbandono, il vescovo Napoleone Comitoli si operò per il restauro e per la riappropiazione della sua identità.
Nel 1607 la struttura fu affidata ai Padri Barnabiti grazie ai quali nel marzo dello stesso anno fu possibile la riapertura al culto mentre nel 1609 il trasferimento delle reliquie di Sant'Ercolano. I Barnabiti ovvero i Chierici regolari di San Paolo rimasero fino al 1777 quando la chiesa fu trasferita alla compagnia di San Martino (oggi Fondazione Sodalizio di San Martino).
Nel corso del Novecento in seguito ad una fase di abbandono si è provveduto a più riprese ad intervenire con opere di restauro che ne misero in risalto numerose problematiche di carattere architettonico e non solo (ad esempio fenomeni di umidità che interessavano le strutture murarie nonché ulteriori fenomeni di ristagno ed infiltrazione d'acqua a carico di altri settori dell'edificio). Negli anni dal 2003 al 2006 la chiesa è stata oggetto di un importante intervento di ripristino, restauro e consolidamento.

## Descrizione

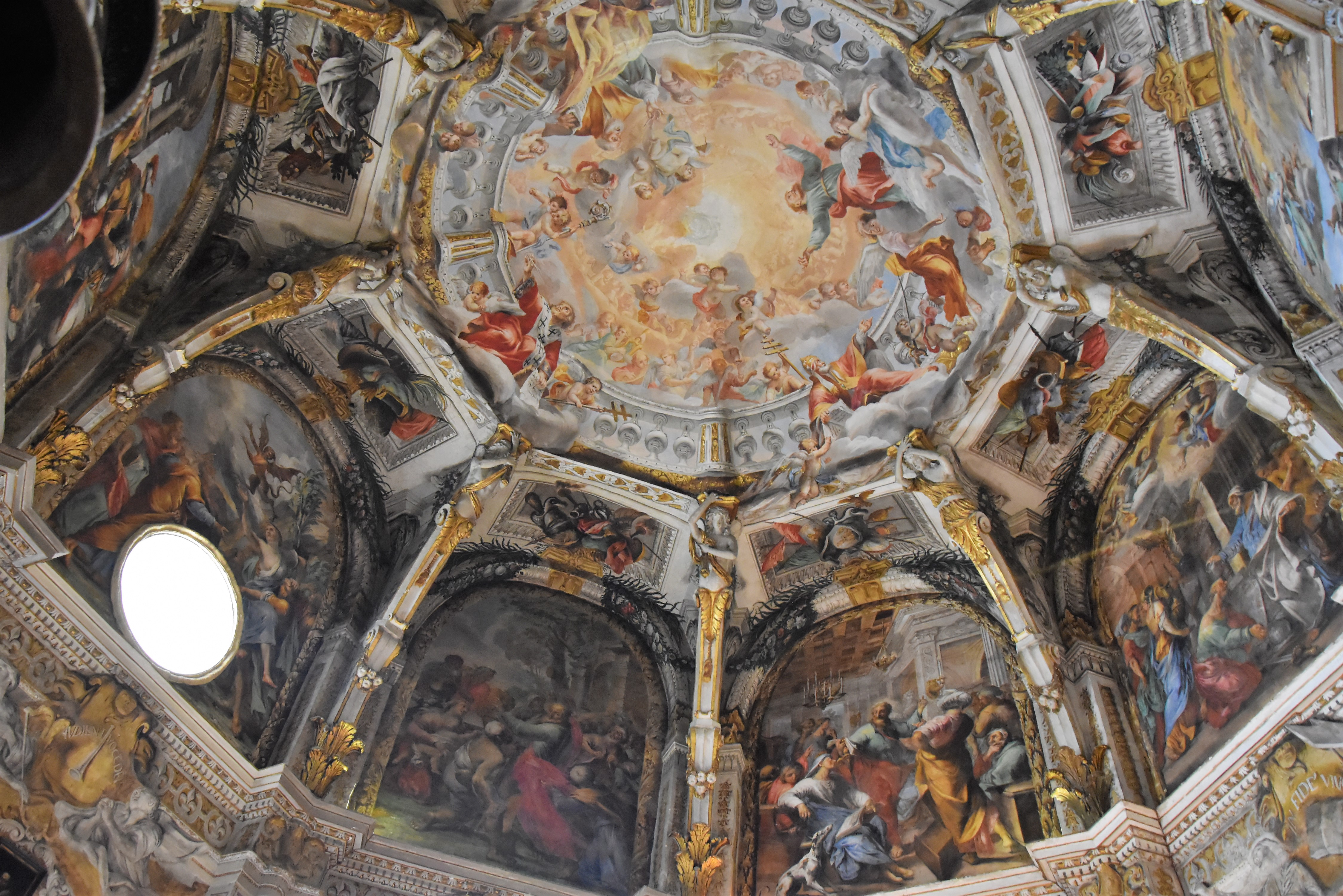
Il soffitto

La struttura, addossata alle mura etrusche, è a pianta centrale ottagonale. Sviluppata in verticale, era costituita un tempo da due cappelle sovrapposte; svetta sul panorama circostante come una torre, da sembrare una fortezza più che una chiesa. La torre del campanile espone un orologio.
Posta in asse con la via Regale (ora Corso Cavour), la sua mole risultava, in origine, essere ancora più imponente, perché aveva una seconda cappella al piano superiore alla quale si accedeva da sopra le mura (ora via Marzia). Questa fu poi demolita nel XVI secolo in quanto ostacolava la visuale alla Rocca Paolina. La veste originaria, così pure le vicende del martirio del Santo, si possono ammirare nei dipinti del Benedetto Bonfigli (XV secolo), nella Cappella dei Priori della Galleria nazionale dell'Umbria.
Il  Seicento ha lasciato la sua impronta, visibile esternamente nella scalinata di accesso, mentre l’interno è stato sottoposto ad una radicale ristrutturazione; tuttavia l'impianto gotico è ancora percepibile sotto la decorazione pittorica. Gli affreschi delle volte sono opera del genovese Giovanni Andrea Carlone del 1675 e costituiscono uno dei più importanti esempi di pittura illusionistica barocca della città. L’artista ha dipinto una cupola finta sovrapponendola alle volte a crociera ogivali con costoloni. Nelle lunette sono raffigurati Episodi della vita di San Paolo di Tarso e nella finta cupola è rappresentata La gloria di San Paolo tra i Santi Papa Gregorio I, Agostino d'Ippona e Giovanni Crisostomo. Gli affreschi dedicati a San Paolo testimoniano la presenza dell’Ordine dei Barnabiti, detti anche Chierici regolari di San Paolo, nella chiesa di Sant’Ercolano,  divenuta sede di quest’ordine nei secoli XVII e XVIII.
L’oscurità del luogo è compensata dalle varie tonalità del bianco e dall’oro profuso nelle pareti ad opera dell’artista perugino Nicola Giuli (XVIII secolo), famoso per la sua predilezione per i temi floreali e zoomorfi.
Le cappelle laterali di Martino di Tours e Carlo Borromeo sono coperte di pregevoli stucchi eseguiti da Jean Regnaud di Champagne (1682 chiamato anche con il nome italianizzato Giovanni Rinaldi Sciampagna) scultore francese, che è stato anche collaboratore di Gian Lorenzo Bernini che a Perugia ha lavorato anche nel vestibolo dell'Oratorio della Confraternita dei Disciplinati di San Francesco).
Nella cappella di S. Martino vi era la pala di Antonio Maria Garbi (XVIII secolo) Il santo che risana un fanciullo, ora sostituita da un Crocifisso ligneo. La cappella fu intitolata prima del 1777 all'Assunta, poi, a San Martino dopo il passaggio di proprietà della chiesa alla Confraternita di San Martino (divenuta attualmente Sodalizio S. Martino).
Al centro della tribuna absidale vi è la copia della Pala dei Decemviri, eseguita forse da Biagio di Angelo (XVII secolo). L’originale del Perugino del 1496, è conservato nella Pinacoteca Vaticana, e fu commissionato per la cappella dei Priori, nel Palazzo dei Priori; in origine aveva anche una cimasa con il Cristo in pietà, oggi custodita presso la Galleria Nazionale dell'Umbria.
Ai lati della tribuna, tre tele di Matteuccio Salvucci (1627) con Storie di S. Ercolano e una quarta con la processione per la Traslazione dei corpi dei santi del 17 maggio 1609. Inoltre due tele di Andrea Carlone: San Paolo e la Liberazione di San Pietro 
L’altare è ricavato da un sarcofago del III secolo proveniente dalla località di Sant'Orfeto (a nord di Perugia). Sono raffigurati agli angoli due leoni che afferrano le prede (un cervo e un cavallo) e scene di caccia nel retro; il centro è decorato con scannellature ondulate.
Sopra alla porta di ingresso è il ritratto del vescovo Napoleone Comitoli, committente della ristrutturazione seicentesca e promotore di vecchi e nuovi culti quali quello di S. Carlo Borromeo.
Dopo la 1ª guerra mondiale, il luogo è divenuto sacrario di guerra; nell'ambiente attiguo da cui c’è l’accesso laterale, vi è un monumento in bronzo (XX secolo) dello scultore Aroldo Bellini.
Anche la volta di questa sala è stata completamente affrescata nel XVIII secolo, con motivi floreali e architettonici.